# Dietmar Isensee
Dietmar Isensee (ur. 26 listopada 1948 w Hottendorfie) – niemiecki kierowca wyścigowy.

## Życiorys
Karierę sportową rozpoczął w 1972 roku od startów rajdowym Wartburgiem. W 1976 roku skoncentrował się na startach w wyścigach samochodowych, rywalizując turystycznym Wartburgiem 353 do 1978 roku. Następnie ścigał się Ładą. W 1979 roku wygrał swój pierwszy wyścig w ramach mistrzostw NRD i zajął piąte miejsce w klasyfikacji A1300. Jednocześnie w tym samym roku zadebiutował w Pucharze Pokoju i Przyjaźni. W latach 1980–1981 powtórzył piąte miejsce w mistrzostwach NRD. W sezonie 1982 był trzeci, a w 1983 – szósty. W roku 1984 zdobył wicemistrzostwo klasy A1300. Ponadto zajął w tamtym sezonie dziesiąte miejsce w klasyfikacji Pucharu Pokoju i Przyjaźni.
W 1984 roku Ulli Melkus zaoferował Isenseemu przetestowanie MT 77. Po testach Isensee rozpoczął rywalizację w Formule Easter, debiutując w 1985 roku w klasie drugiej (LK II). Rok później awansował do LK I, zajmując trzynaste miejsce. W 1987 roku był szósty, a w latach 1988–1989 – trzeci.
W 1992 roku zakończył karierę, po czym skoncentrował się na prowadzeniu założonego dziesięć lat wcześniej warsztatu samochodowego.

## Wyniki
| Legenda oznaczeń w tabelach wyników Wyświetl szablon na nowej stronie | Legenda oznaczeń w tabelach wyników Wyświetl szablon na nowej stronie                                                                     |
| Oznaczenie                                                            | Wyjaśnienie |
| --------------------------------------------------------------------- | --- |
| Złoty                                                                 | Zwycięzca lub mistrzostwo |
| Srebrny                                                               | 2. miejsce lub wicemistrzostwo |
| Brązowy                                                               | 3. miejsce lub II wicemistrzostwo |
| Zielony                                                               | Ukończył, punktował (w klasyfikacji generalnej, gdy zdobył co najmniej jeden punkt na przestrzeni sezonu, poza trzema powyższymi opcjami) |
| Niebieski                                                             | Ukończył, nie punktował (w klasyfikacji generalnej, gdy nie zdobył co najmniej jednego punktu na przestrzeni sezonu)                      |
| Czerwony                                                              | Nie zakwalifikował się (NZ) |
| Czerwony                                                              | Nie prekwalifikował się (NPK) |
| Różowy                                                                | Nie ukończył (NU) |
| Różowy                                                                | Niesklasyfikowany (NS) (w klasyfikacji generalnej, gdy nie został sklasyfikowany w żadnym wyścigu sezonu)                                 |
| Czarny                                                                | Zdyskwalifikowany (DK) |
| Czarny                                                                | Wykluczony (WYK/EX) |
| Biały                                                                 | Nie wystartował (NW) |
| Biały                                                                 | Kontuzjowany (K/INJ) |
| Biały                                                                 | Wyścig odwołany (OD/C) |
| Bez koloru                                                            | Został wycofany (WYC/WD) |
| Bez koloru                                                            | Nie przybył (NP/DNA) |
| Bez koloru                                                            | Nie brał udziału w treningach (NT/DNP) |
| Bez koloru                                                            | Nie został zgłoszony (–) |
| Pogrubienie                                                           | Start z pole position |
| Kursywa                                                               | Najszybsze okrążenie wyścigu |
| †                                                                     | Nie ukończył, ale jego rezultat został zaliczony ze względu na przejechanie więcej niż 90% dystansu wyścigu.                              |
| *                                                                     | Sezon w trakcie |
| 1/2/3                                                                 | Punktowana pozycja w sprincie kwalifikacyjnym                                                                                             |
| Lista systemów punktacji Formuły 1                                    | |

### Puchar Pokoju i Przyjaźni
| Rok  | Samochód   | Wyniki w poszczególnych eliminacjach | Wyniki w poszczególnych eliminacjach | Wyniki w poszczególnych eliminacjach | Wyniki w poszczególnych eliminacjach | Wyniki w poszczególnych eliminacjach | Wyniki w poszczególnych eliminacjach | Pkt. | Msc. |
| ---- | ---------- | ------------------------------------ | ------------------------------------ | ------------------------------------ | ------------------------------------ | ------------------------------------ | ------------------------------------ | ---- | ---- |
| 1979 |            |                                      |                                      | Czechosłowacja                       |                                      |                                      |                                      | 73   | 19   |
| 1979 | Łada 21011 | -                                    | 9                                    | -                                    | 10                                   | -                                    |                                      | 73   | 19   |
| 1980 |            |                                      |                                      | Czechosłowacja                       |                                      |                                      |                                      | 27   | 31   |
| 1980 | Łada 21011 | -                                    | 20                                   | -                                    | -                                    | -                                    |                                      | 27   | 31   |
| 1982 |            | Polska                               |                                      |                                      | Czechosłowacja                       |                                      |                                      | 64   | 21   |
| 1982 | Łada 21011 | -                                    | 16                                   | 10                                   | NU                                   | -                                    |                                      | 64   | 21   |
| 1983 |            |                                      | Czechosłowacja                       |                                      | Polska                               |                                      |                                      | 64   | 21   |
| 1983 | Łada 21011 | 19                                   | NU                                   | NU                                   | 7                                    | -                                    |                                      | 64   | 21   |
| 1984 |            | Czechosłowacja                       | Polska                               |                                      |                                      |                                      |                                      | 154  | 10   |
| 1984 | Łada 21011 | 4                                    | NU                                   | 7                                    | 4                                    | 11                                   | NU                                   | 154  | 10   |
| 1985 |            | Czechosłowacja                       | Polska                               |                                      |                                      |                                      |                                      | 139  | 11   |
| 1985 | Łada 21011 | 10                                   | 5                                    | 9                                    | -                                    | NU                                   |                                      | 139  | 11   |